# Kreuzigungsgruppe (Escherndorf)

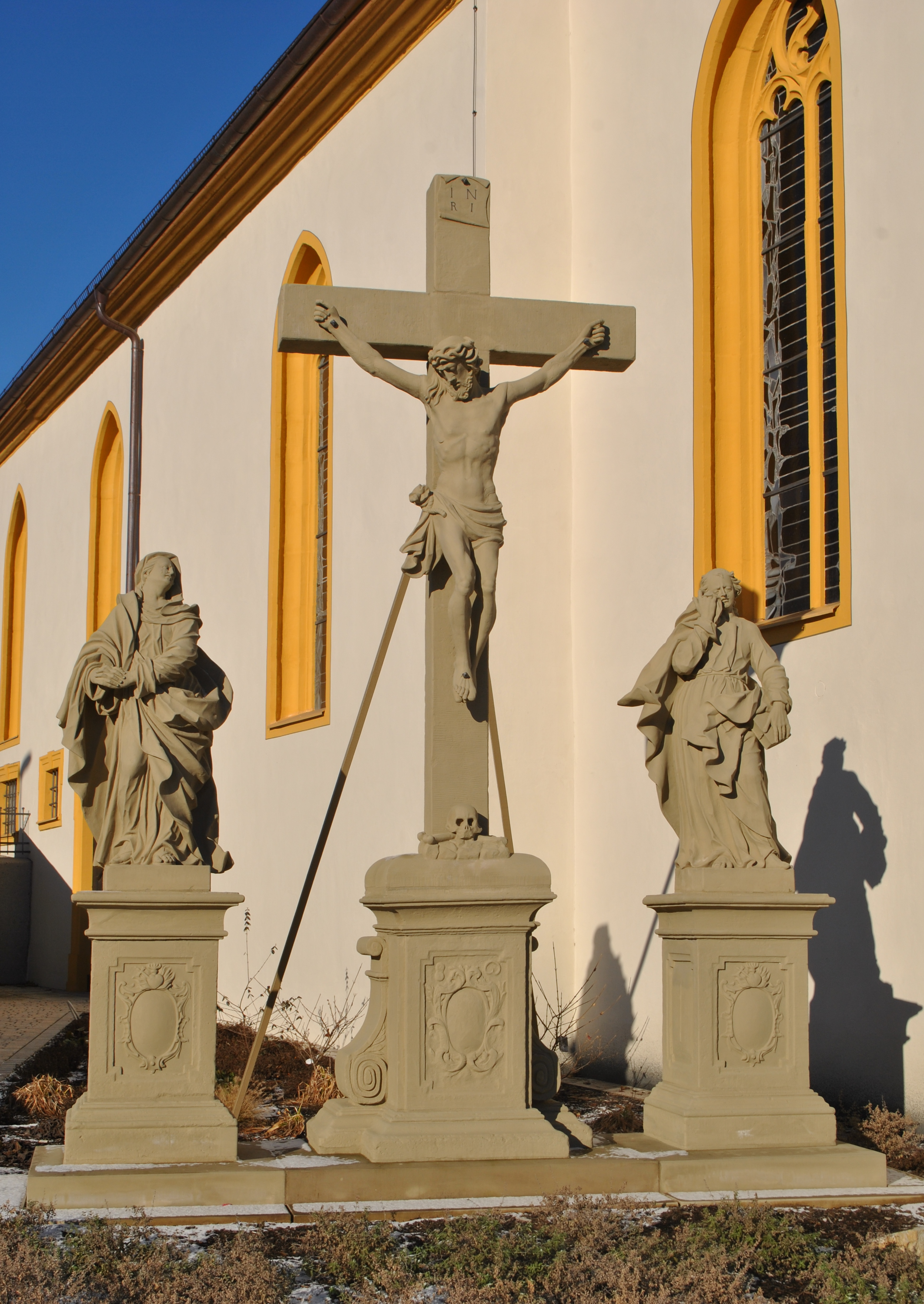
Die Kreuzigungsgruppe am neuen Standort vor dem Dorfbrunnen

Die Kreuzigungsgruppe vor der Johanneskirche im unterfränkischen Escherndorf im Landkreis Kitzingen stellt eine monumentale Ausführung des Leidensmotiv Christi dar. Sie befindet sich heute zwischen der Kirche und dem Dorfbrunnen.

## Geschichte
Die Bestandteile der Kreuzigungsgruppe stammen aus unterschiedlichen Zeiten. Ursprünglich stand das Kruzifix als ältestes Element im Friedhof der Gemeinde Escherndorf. Dieses Gräberfeld wurde im Jahr 1633 aufgegeben. Die Assistenzfiguren der Maria und des Evangelisten Johannes wurden erst im 18. Jahrhundert geschaffen. Der Bäckermeister Johann Wilhelm Bischoff und seine Ehefrau stifteten die Figuren im Jahr 1750.
Vermutlich entstanden die beiden Figuren in der Werkstatt des Hofbildhauers Lukas Anton van der Auwera. Im Jahr 1973 wurde die Kreuzigungsgruppe einer Restaurierung unterzogen, zu diesem Zeitpunkt befand sie sich auf der Nordseite der Pfarrkirche. 1980 erhielten die Figuren kupferne Baldachin-Dächer als Witterungsschutz. Zwischen 2014 und 2015 wurde die Gruppe erneut renoviert und auf der Südseite der Kirche auf dem neugestalteten Dorfplatz aufgestellt. Die Kupferdächer wurden entfernt.

## Beschreibung
Die Figurengruppe erinnert an die Kreuzigungsgruppe im nahen Wiesentheid, die ebenfalls der Werkstatt des Lukas Anton van der Auwera entstammt. Die Figuren sind allerdings nicht durch Voluten verbunden, sondern stehen separat auf einem reich verzierten Rechtecksockel. Zentral erhebt sich das Kruzifix, das dem Dreinageltypus entspricht. Jesus wendet sich nach links und schaut in Richtung der leidenden Maria.
Der Sockel des Kruzifixes ist stärker verziert als die anderen beiden Podeste. Neben der zentral angebrachten Kartusche rahmen zwei kleine Voluten den Sockel ein. Links wendet sich die leidende Maria mit betenden Armen ihrem Sohn am Kreuz zu. Eine Inschrift auf ihrem Sockel lautet: „Gott,/ Der Schmertzhafften/ Mutter Gottes, und dem/ Heiligen Joanni zu ehren haben/ Johann Wilhelm Bischoff/ Bürger und Beckermeister und/ Cünegunda seine Eheliche/ Hausfrau dahier in Eschern-/ dorff diese beyde neben-bilder/ hiehero aufrichten lassen/ den 7. July 1750“.